# Synaptothrips gezinae
Synaptothrips gezinae är en insektsart som först beskrevs av Faure 1938.  Synaptothrips gezinae ingår i släktet Synaptothrips och familjen smaltripsar. Inga underarter finns listade i Catalogue of Life.